# Maruna Faukani
Maruna Faukani (arab. مروانة فوقاني) – wieś w Syrii, w muhafazie Aleppo, w dystrykcie Afrin. W 2004 roku liczyła 1222 mieszkańców.